# Carmen Silva (actriz)
Maria Amália Feijó (5 de abril de 1916 – 21 de abril de 2008), quien utilizaba a menudo el seudónimo artístico de Carmem Silva, fue una actriz de televisión, teatro y de cine. Fue muy conocida, en los últimos años, por su papel en la telenovela brasileña Mulheres Apaixonadas en donde desplegaba el rol de "Flora de Souza Duarte", la esposa de Leopoldo Duarte (Oswaldo Louzada). Mulheres Apaixonadas fue una creación de Manoel Carlos.

## Biografía
Silva nació como Maria Amália Feijó en Pelotas, Rio Grande do Sul, Brasil el 5 de abril de 1916. Su carrera de actuación comenzó a principios de 1939, cuando fue contratada en Rádio Cultura de Pelotas. Trabajó en esa estación, así como en otras, en diversos puestos, hasta que se trasladó a Sao Paulo, donde fue contratada Radio Tupi y también trabajó en Rádio Record con Janete Clair. Las dos escribieron programas destinados a un público femenino.
La carrera de Silva cambió al aparecer el medio nuevamente popular de la televisión durante los 1950s. Comenzó actuando en series televisivas y telenovelas durante esa década, incluyendo a A Próxima Atração, Ossos do Barão, Sinal de Alerta, así como las miniseries, O Primo Basílio. También fundó su propia compañía de teatro en Rio Grande do Sul durante los 1960s.
Silva alcanzó un punto culminante de su carrera cuando se unió a la popular telenovela brasileña, Mulheres Apaixonadas, de 2003. Jugó un papel de carácter senior, como el de Flora de Souza Duarte, mientras el actor brasileño Oswaldo Louzada retrataba a su esposo Leopoldo Duarte, en esa serie televisiva. Sus personajes solían sufrir de malos tratos a manos de su nieta, Doris, que fue interpretada por la actriz Regiane Alves.
Carmen Silva tuvo su último papel como actriz, en la película de 2007, Valsa para Bruno Stein (Waltz for Bruno Stein), que se mostró en el Festival de cine de Gramado 2007.
Carmen Silva falleció de síndrome de falla multiorgánica, estando internada en el "Hospital Mãe de Deus", de Porto Alegre, Brasil, a los 92 años, el 21 de abril de 2008. Había sido hospitalizada desde el pasado 1 de abril de 2008, para el tratamiento de su enfermedad. Silva fue inhumada en el "Cementerio Irmandade Arcanjo São Miguel e Almas", de Porto Alegre.
Sadly, Oswaldo Louzada, que actuó de su marido en la ficción de televisión Mulheres Apaixonadas, falleció del mismo síndrome que afligió a Silva, el 22 de febrero de 2008.

## Filmografía
- 2007 - Valsa para Bruno Stein
- 2005 - Café da Tarde
- 2003 - A Festa de Margarette
- 2002 - Lembra, Meu Velho?
- 1997 - Até Logo, Mamãe
- 1990 - O Gato de Botas Extraterrestre
- 1983 - Idolatrada
- 1982 - Amor de Perversão
- 1977 - Contos Eróticos (episódio As três virgens)
- 1975 - Guerra Conjugal
- 1974 - The Hand That Feeds the Dead
- 1970 - Elas (episódio O Artesanato de Ser Mulher)
- 1958 - O Grande Momento
- 1957 - Rebelião em Vila Rica
- 1955 - Carnaval em Lá Maior
- 1949 - Quase no Céu
- 1946 - El Ángel desnudo

## Ficción en televisión
- 2006 - A Diarista (seriado - episodios Aquele da Chuva e Marinete Não Chega!) .... Dona Gilda
- 2003 - Zorra Total .... Flora de Sousa Duarte
- 2003 - Mulheres Apaixonadas .... Flora de Sousa Duarte
- 1988 - O Primo Basílio .... Dona Virgínia Lemos (miniseries)
- 1984 - Meus Filhos, Minha Vida .... Ana (SBT)
- 1983 - Sabor de Mel .... Jojô (Rede Bandeirantes)
- 1982 - Campeão .... Joana (Rede Bandeirantes)
- 1982 - Ninho da Serpente .... Maria Clara (Rede Bandeirantes)
- 1981 - Baila Comigo
- 1981 - Os Adolescentes (Rede Bandeirantes)
- 1980 - Pé de Vento .... Noca (Rede Bandeirantes)
- 1979 - Cara a Cara .... Milú (Rede Bandeirantes)
- 1978 - Sinal de Alerta .... Coló
- 1977 - Locomotivas .... Adelaide
- 1975 - A Viagem .... Dona Isaura (TV Tupi)
- 1974 - Ídolo de Pano .... Pauline de Clermon (TV Tupi)
- 1973 - Os Ossos do Barão .... Melica
- 1973 - Vidas Marcadas (Rede Record)
- 1973 - Venha Ver o Sol na Estrada .... Vovó Tonica (Rede Record)
- 1973 - Vendaval (Rede Record)
- 1972 - Quero Viver .... Carmela (Rede Record)
- 1972 - Bel-Ami (TV Tupi)
- 1972 - Signo da Esperança (TV Tupi)
- 1971 - Minha Doce Namorada .... Dona Nina
- 1970 - A Próxima Atração .... Dona Saudade
- 1970 - Pigmalião 70 .... Condessa Cavanca
- 1958 - Cela da Morte